# Elite
Elite – komputerowa gra symulacyjna wyprodukowana przez Davida Brabena i Iana Bella, wydana pierwotnie na komputery BBC Micro i Acorn Electron w 1984 roku.

## Rozgrywka
Elite jest symulatorem lotu kosmicznego, ale ma również mocno rozwinięte cechy gry ekonomicznej oraz zręcznościowej, a rozgrywka odbywa się z perspektywy pierwszej osoby. Gracz w trakcie lotu może przełączać kamerę i obserwować przestrzeń wokół okrętu z czterech kierunków: z przodu, tyłu, lewej i prawej strony. Ma też możliwość eksploracji przestrzeni kosmicznej złożonej z ośmiu galaktyk, przewożenia i handlowania towarami, wykonywania misji wojskowych, wydobywania surowców z asteroid czy też parania się piractwem.

## Produkcja

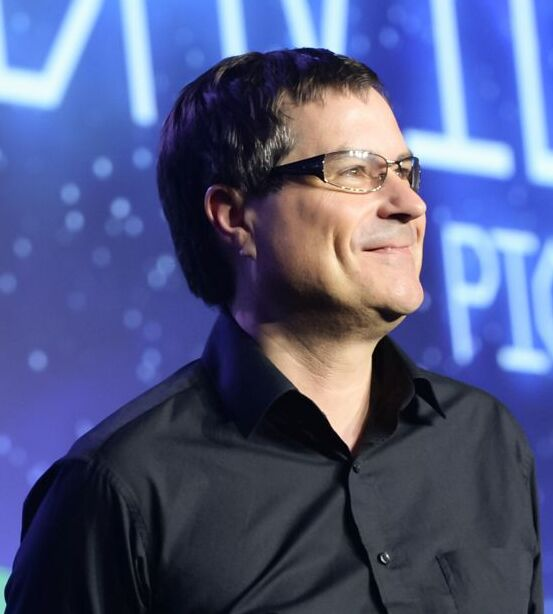
David Braben, współprojektant gry (2015)

Projektantami Elite byli Brytyjczycy David Braben i Ian Bell. Pomysł na grę wziął się z wcześniejszych przeżyć Brabena z grami Space Invaders, Galaxian i Defender, które uznawał on za zbyt prymitywne symulacje lotu kosmicznego. Inspirując się mechaniką ówczesnych tekstowych gier przygodowych, Braben chciał uatrakcyjnić mechanikę dotychczasowych przebojów na automaty arcade. Braben uzgodnił z Bellem, że obaj wprowadzą możliwość podróży pomiędzy różnymi planetami w celu sprzedawania towarów: „to strasznie kapitalistyczne, ale z punktu widzenia projektowania rozgrywki było fantastyczne”.
Początkowo Braben i Bell zamierzali ograniczyć przestrzeń Elite do jednej galaktyki, lecz Braben wpadł na pomysł, żeby możliwych do eksploracji galaktyk było osiem, każda z nich liczyłaby zaś po 256 planet. Początkowo na pierwotnej platformie BBC Micro, liczącej zaledwie 32 kilobajty pamięci RAM, wydawało się to niemożliwe do osiągnięcia. Braben jednak obmyślił, że planety będą generowane proceduralnie, nie zaś zapisywane odgórnie w pamięci komputera, co znacząco oszczędziło zasoby sprzętowe potrzebne do funkcjonowania gry.
Gotową grę Braben i Bell planowali początkowo wydać za pośrednictwem spółki EMI Records. Jednakże jej zarząd odrzucił propozycję, argumentując swą decyzję poszukiwaniami wyłącznie gier, w których gracz ma do dyspozycji trzy życia i punktację, których nie było w Elite. Dwaj twórcy zaproponowali więc grę wydawnictwu Acornsoft, gdzie Elite została przyjęta wręcz entuzjastycznie. Gra ukazała się ostatecznie 20 września 1984 roku.

## Odbiór gry
W 1985 roku brytyjski miesięcznik „Zzap!64” przyznał grze w wersji na Commodore 64 wyróżnienie „Gold Medal Award”, co stanowiło pierwsze w historii tego rodzaju wyróżnienie. Następnie w 1989 roku przyznał je również w wersji na komputery Amiga.
Elite otrzymała także nagrodę Golden Joystick Award przyznawaną przez „Computer and Video Games” za 1984 rok w kategorii „najbardziej oryginalna gra”.

## Spuścizna
Elite została sprzedana w liczbie miliona kopii na wielu różnych platformach sprzętowych (zob. infobox powyżej). Była pierwszą domową grą komputerową, w której do produkcji wykorzystano krawędziowe (szkieletowe) modelowanie w przestrzeni trójwymiarowej (ang. wire-frame). Elite jest również uznawana za jedną z pionierskich gier zawierających otwarty świat; opanowanie gry wymagało wielogodzinnych sesji, a sam tytuł był na tyle nowatorski, że część graczy była zdezorientowana jego obsługą i wyrażała swe niezadowolenie grą. Sława Elite z czasem rosła na tyle, że współcześnie jest ona uznawana za pierwowzór wszelkich gier kosmicznych z otwartym światem, takich jak Tau Ceti (1986), TIE Fighter (1994), Eve Online (2006), No Man’s Sky (2016), Starfield (2023). Gra doczekała się kontynuacji Frontier: Elite II, wydanej w 1993 roku.